# Myotis hajastanicus
Myotis hajastanicus — вид рукокрилих роду Нічниця (Myotis).

## Поширення, поведінка
Рідкісний вид, ендемік басейну озера Севан, Вірменія (близько 4000 кв км, вище 1800 м над рівнем моря). Знайдені в лісових і чагарникових місцях проживання. Лаштує сідала в підземних ділянянках.